# Clemente Rogeiro
Clemente Rogeiro ComC (Covilhã, Aldeia do Carvalho, 24 de outubro de 1921 — Lisboa, 9 de maio de 2010) foi um político e advogado português.

## Biografia
Filho de José Emílio Rogeiro e de sua mulher Maria Joaquina.
Licenciado em Direito pela Faculdade de Direito da Universidade de Lisboa.
Ocupou as posições de secretário-geral dos Serviços Médicos-Sociais, presidente da Emissora Nacional, Diretor-Geral de Informação (1968–1973) e Ministro da Saúde (1973–1974).
A 8 de Março de 1973 foi feito comendador da Ordem Militar de Nosso Senhor Jesus Cristo.
Casou com Maria da Conceição Simões Costa, filha de Joaquim Mendes Borges Simões Costa, militar, e de sua mulher Maria da Conceição Ribeiro da Costa e Silva, da qual teve Nuno de Assis Simões Costa Rogeiro e Clemente Simões Costa Rogeiro, advogado.